# Bikfala
Bikfala (arab. ‏بكفلا‎) – wieś w Syrii, w muhafazie Idlib, w dystrykcie Dżisr asz-Szughur, w poddystrykcie Dżisr asz-Szughur. W 2004 roku liczyła 28 mieszkańców.